# بيركان أمير
بيركان أمير (بالتركية: Berkan Emir)‏ (6 فبراير 1988 بإزميد في تركيا - ) هو لاعب كرة قدم تركي في مركز الدفاع. لعب مع كارسياكا وكايسري سبور وKahramanmaraşspor ‏ وOrhangazispor ‏ وGümüşhanespor ‏ وKaracabey Belediyespor ‏ وبالق أسير سبور.

## روابط خارجية
- بيركان أمير على موقع اتحاد تركيا (لاعب) (الإنجليزية)
- بيركان أمير على موقع قاعدة بيانات كرة القدم.إي يو (الإنجليزية)
- بيركان أمير على موقع Soccerway.com (الإنجليزية)
- بيركان أمير على موقع عالم كرة القدم.نت (الإنجليزية)